# Cratere Tsau
Tsau  è un cratere sulla superficie di Marte.